# Nolina atopocarpa
Espèce
Nolina atopocarpa est une espèce végétale de la famille des Asparagaceae. Elle pousse dans des milieux humides, voire saturés d'eau, en Floride (États-Unis).